# Konoe Kanetsugu
Konoe Kanetsugu (近衛 兼嗣) (1360 - 1388), fils de Konoe Michitsugu, est un noble de cour japonais (kugyō de l'époque de Muromachi (1336–1573). Il exerce la fonction de régent sessho en 1388. Il a un fils, Konoe Tadatsugu, né d'une roturière.

## Source de la traduction
- (en) Cet article est partiellement ou en totalité issu de l’article de Wikipédia en anglais intitulé « Konoe Kanetsugu » (voir la liste des auteurs).